# Bitz i Bob
Bitz i Bob (ang. Bitz & Bob, 2018) – brytyjsko-kanadyjski serial animowany opowiadający o Bitz – dziewczynce uwielbiającej inżynierię – oraz o jej młodszym bracie Bobie.
W Polsce program emituje stacja CBeebies (od 11 marca 2019 roku).

## Postacie
Bitz – dziewczynka, która uwielbia inżynierię. Jest starszą siostrą Boba. Jej ulubiona zabawka to Purl.
Bob – młodszy brat Bitz, który nosi strój robota. Jego ulubiona zabawka to Bevel.
Purl – lalka Bitz oraz jej ulubiona zabawka. Mówi wysokim głosem.
Bevel – ulubiona zabawka Boba. Mówi niskim głosem.
Zip – niebieska szmaciana lalka.
Pop – różowa szmaciana lalka.

## Obsada
- Dolly Heavey – Bitz
- Duke Davis – Bob
- Maria Darling – Purl, Pop
- Rob Delaney – Bevel
- Marc Silk – Zip

## Opis
Rezolutna Bitz jest utalentowaną wynalazczynią, która uwielbia majsterkować. Przy pomocy młodszego brata Boba skonstruuje potrzebną rzecz ze wszystkiego, co tylko wpadnie jej w ręce. W każdym odcinku rodzeństwo przeżywa niezwykłe przygody, które są pełne nieprzewidzianych zdarzeń. Gdy katastrofa wydaje się nieunikniona, Bitz musi szybko znaleźć rozwiązanie. W tym celu zakłada swoje "majsterkulary", za pomocą których projektuje niezbędne narzędzie.